# Bildøyna
Bildøyna o Bildøy es una isla del municipio de Fjell en la provincia de Hordaland, Noruega. Se ubica entre las islas de Litlesotra (al este) y Store Sotra (al oeste). Posee una escuela primaria y otra secundaria.